# Andrés Felipe Reyes
Andrés Reyes (Puerto Tejada, Cauca, Colombia; 8 de septiembre de 1999) es un futbolista colombiano que juega como defensor en el San Diego FC de la Major League Soccer.

## Selección nacional
Andrés Felipe Reyes hizo parte de la Selección de fútbol de Colombia que logró el oro en los XXIII Juegos Centroamericanos y del Caribe.
En enero de 2019 es convocado para jugar el Campeonato Sudamericano de Fútbol Sub-20 de 2019. El 7 de febrero marca su primer gol con la selección ante Venezuela.
Reyes fue seleccionado para jugar por la selección de Colombia sub-20 que jugó el Mundial sub-20 de la FIFA en Polonia.

### Participaciones internacionales
| Competición                          | Sede         | Resultado    | Partidos | Goles |
| ------------------------------------ | ------------ | ------------ | -------- | ----- |
| Juegos Suramericanos                 | Cochabamba   | Tercer lugar | 0        | 0     |
| Juegos Centroamericanos y del Caribe | Barranquilla | Campeones    | 4        | 0     |

### Participaciones en juveniles
| Competición                            | Sede  | Resultado    | Partidos | Goles |
| -------------------------------------- | ----- | ------------ | -------- | ----- |
| Campeonato Sudamericano Sub-20 de 2019 | Chile | Cuarto lugar | 7        | 1     |

### Participaciones Sub-23
| Torneo                        | Sede     | Resultado    | Partidos | Goles |
| ----------------------------- | -------- | ------------ | -------- | ----- |
| Preolímpico Sudamericano 2020 | Colombia | Cuarto lugar | 1        | 0     |

### Participaciones en Copas del Mundo
| Mundial                     | Sede    | Resultado        | Partidos | Goles |
| --------------------------- | ------- | ---------------- | -------- | ----- |
| Copa Mundial Sub-20 de 2019 | Polonia | Cuartos de final | 4        | 1     |

## Clubes
| Club               | País           | Año           |
| ------------------ | -------------- | ------------- |
| Atlético Nacional  | Colombia       | 2018-2019     |
| Inter Miami        | Estados Unidos | 2020          |
| New York Red Bulls | Estados Unidos | 2021-presente |

## Estadísticas
| Club                                              | Div                 | Temporada           | Liga  | Liga  | Copa Nacional | Copa Nacional | Copa Internacional | Copa Internacional | Otros | Otros | Total | Total |
| Club                                              | Div                 | Temporada           | Part. | Goles | Part.         | Goles         | Part.              | Goles              | Part. | Goles | Part. | Goles |
| ------------------------------------------------- | ------------------- | ------------------- | ----- | ----- | ------------- | ------------- | ------------------ | ------------------ | ----- | ----- | ----- | ----- |
| Atlético Nacional · Colombia                      | 1.a                 | 2018                | 1     | 0     | -             | -             | -                  | -                  | -     | -     | 1     | 0     |
| Atlético Nacional · Colombia                      | 1.a                 | 2019                | 18    | 1     | 2             | 0             | -                  | -                  | -     | -     | 20    | 1     |
| Atlético Nacional · Colombia                      | Total club          | Total club          | 19    | 1     | 2             | 0             | -                  | -                  |       |       | 21    | 1     |
| Club Internacional de Fútbol Miami Estados Unidos | 1.a                 | 2020                | 13    | 0     | -             | -             | -                  | -                  | -     | -     | 13    | 0     |
| Club Internacional de Fútbol Miami Estados Unidos | Total club          | Total club          | 13    | 0     | -             | -             | -                  | -                  | -     | -     | 13    | 0     |
| New York Red Bulls II Estados Unidos              | 2.a                 | 2021                | 2     | 0     | -             | -             | -                  | -                  | -     | -     | 2     | 0     |
| New York Red Bulls II Estados Unidos              | Total club          | Total club          | 2     | 0     | -             | -             | -                  | -                  | -     | -     | 2     | 0     |
| New York Red Bulls Estados Unidos                 | 1.a                 | 2021                | 20    | 2     | -             | -             | -                  | -                  | -     | -     | 20    | 2     |
| New York Red Bulls Estados Unidos                 | 1.a                 | 2022                | 12    | 0     | 1             | 0             | -                  | -                  | -     | -     | 13    | 0     |
| New York Red Bulls Estados Unidos                 | 1.a                 | 2023                | 29    | 2     | 1             | 0             | 3                  | 0                  | 3     | 0     | 36    | 2     |
| New York Red Bulls Estados Unidos                 | Total club          | Total club          | 21    | 2     | -             | -             | -                  | -                  | -     | -     | 69    | 2     |
| Total en su carrera                               | Total en su carrera | Total en su carrera | 55    | 3     | 2             | 0             | -                  | -                  | -     | -     | 105   | 3     |

## Palmarés

### Torneos nacionales
| Título        | Equipo            | País     | Año  |
| ------------- | ----------------- | -------- | ---- |
| Copa Colombia | Atlético Nacional | Colombia | 2018 |

### Campeonatos internacionales
| Título               | Equipo                    | Sede         | Año  |
| -------------------- | ------------------------- | ------------ | ---- |
| Juegos Odesur        | Selección Colombia sub-20 | Cochabamba   | 2018 |
| Juegos Centro/Caribe | Selección Colombia Sub-21 | Barranquilla | 2018 |